# Isoscelipteron tonkinense
Isoscelipteron tonkinense là một loài côn trùng trong họ Berothidae thuộc bộ Neuroptera. Loài này được Krüger miêu tả năm 1922.